# Kazuki Nakajima
Pour les articles homonymes, voir Nakajima.
Kazuki Nakajima (中嶋 一貴), né le 11 janvier 1985 à Okazaki, préfecture d'Aichi au Japon, est un pilote automobile japonais. Fils de l'ancien pilote de Formule 1 Satoru Nakajima, il est devenu champion du Japon de Formule Toyota en 2003. Après plusieurs saisons de Formule 3 japonaise, une saison en F3 Euroseries et une autre en GP2 Series, il accède à la Formule 1 à l'occasion de l'ultime Grand Prix de la saison 2007 au Brésil. Il devient pilote titulaire au sein de l'écurie Williams-Toyota à compter de la saison 2008 ; il dispute également la saison 2009 puis quitte la Formule 1. Depuis 2012, il pilote pour Toyota en endurance avec qui il remporte les 24 Heures du Mans en 2018, 2019 et 2020. Il est champion du monde WEC en 2019.

## Biographie
Fils de Satoru Nakajima, un des plus célèbres pilotes japonais, et frère aîné de Daisuke Nakajima (qui participe en 2009 au championnat de Grande-Bretagne de Formule 3), Kazuki Nakajima commence sa carrière en sports mécaniques en 1996 par le karting. En 2003, il débute en sport automobile en championnat du Japon de Formule Toyota grâce à sa victoire l'année précédente à l'école de pilotage Toyota à Fuji (Formula Toyota Racing School) et remporte le championnat de Formule Toyota.
Soutenu par Toyota, alors que son père Satoru était le pilote fétiche de Honda dans les années 1980, il accède au championnat du Japon de Formule 3 en 2004. Cinquième du championnat dès sa première saison, il termine vice-champion de la discipline en 2005. En 2006, il s'engage dans le championnat de Formule 3 Euroseries au sein de l'équipe Manor Motorsport et se classe septième. Ses résultats corrects ainsi que le soutien de Toyota lui permettent d'obtenir, pour la saison 2007, une place de pilote-essayeur chez Williams-Toyota en Formule 1.
Il dispute en parallèle le championnat de GP2 Series dans l'écurie française DAMS. Après une première moitié de saison difficile, il concrétise sa pointe de vitesse par une série de podiums dans la deuxième partie du championnat et se classe finalement cinquième et meilleur débutant.

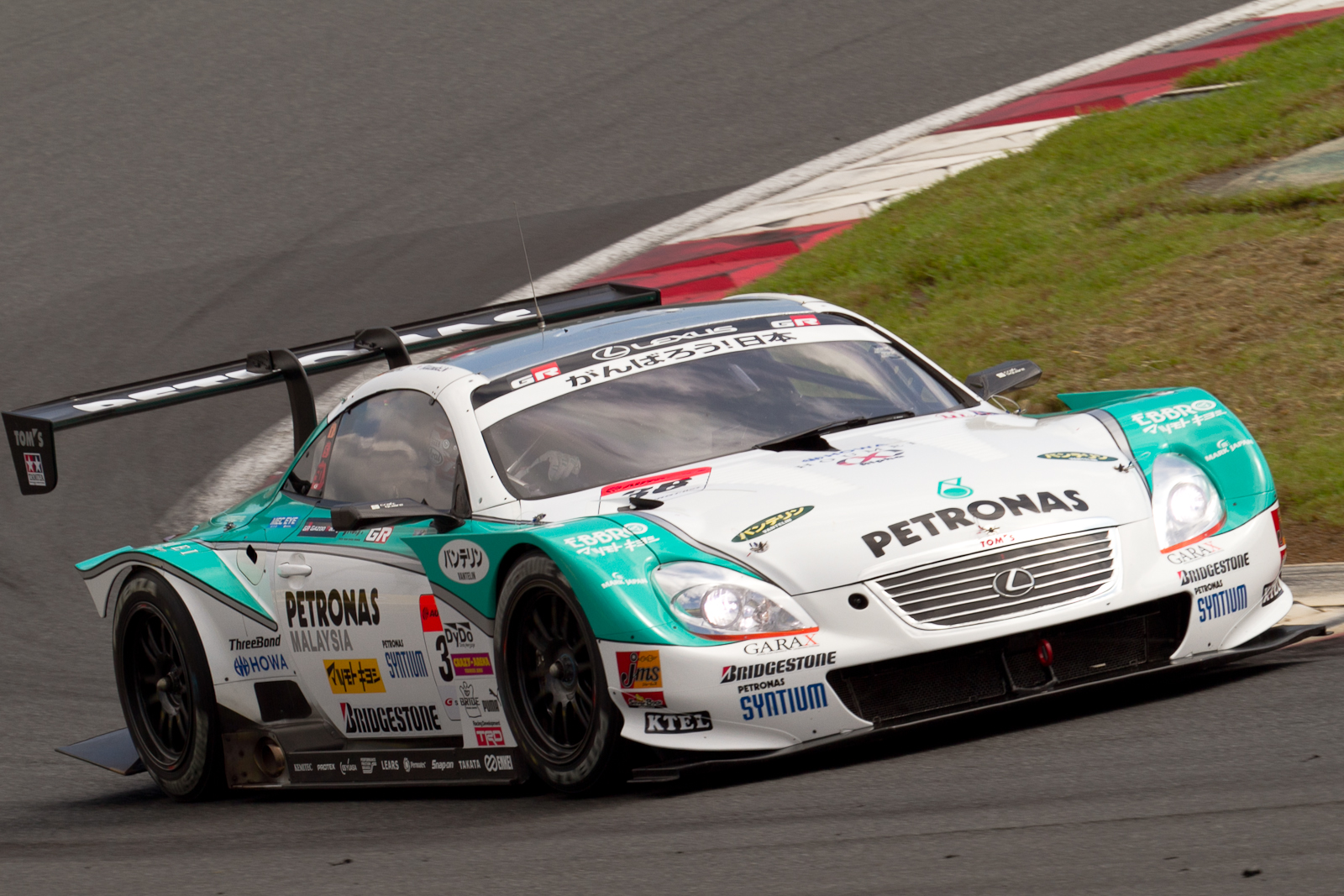
Kazuki Nakajima aux 250 km de Fuji en 2011.

Il participe, avec Williams, à son premier Grand Prix de Formule 1 le 21 octobre 2007 au Brésil en remplacement d'Alexander Wurz, qui a mis un terme à sa carrière, pour épauler Nico Rosberg. Qualifié à la dix-neuvième place, il termine dixième après avoir réalisé le cinquième meilleur tour en course ; il se fait également remarquer lors de son passage au stand où il renverse deux mécaniciens. Il se classe vingt-deuxième du championnat sans aucun point. Le 7 novembre, il est confirmé en tant que titulaire pour la saison 2008, toujours aux côtés de Rosberg.
Durant la saison 2008, Nakajima, septième du Grand Prix d'Australie à Melbourne, se classe finalement sixième après le déclassement de la Honda de Rubens Barrichello. Il termine également septième en Espagne puis à Monaco et inscrit le point de la huitième place à Silverstone et à Singapour où il s'est qualifié avec le dixième temps. En 18 courses, il n'abandonne qu'à deux reprises (après un accrochage avec la Force India de Giancarlo Fisichella au départ du Grand Prix de Turquie, et après un accident au Canada). Il est confirmé pour 2009 après sa huitième place à Singapour. Il se classe quinzième du championnat avec neuf points.
2009 est plus difficile : alors que son coéquipier Rosberg inscrit 34,5 points et termine souvent dans les points, le Japonais n'inscrit aucun point malgré de bonnes performances en qualifications (cinquième à Silverstone, neuvième à Budapest et Interlagos). Il abandonne également à six reprises en 17 Grands Prix, souvent sur des accidents, et se classe vingtième du championnat. À la fin de la saison, le retrait de Toyota, qui fournissait Williams en moteurs et lui assurait un volant dans l'écurie britannique, le force à quitter la Formule 1 après le projet avorté de l'écurie Stefan GP. 
En 2011, il poursuit avec Toyota, en Formula Nippon désormais, et se classe deuxième ; il termine premier en 2012. Toujours en 2012, il pilote également pour Toyota Motorsport en endurance avec Alexander Wurz et Nicolas Lapierre. Lors des 6 Heures de Fuji 2012, il obtient la pole position et gagne la course. En 2013, ils terminent quatrième des 24 Heures du Mans.
En 2015, lors de la deuxième séance d'essais libres des 6 Heures de Spa 2015, il est victime d'un accrochage avec Oliver Jarvis et se fracture une vertèbre. Lors des 24 Heures du Mans 2016, il subit une perte de puissance avant d'aborder le dernier tour alors qu'il est en tête de l'épreuve avec plus d'une minute d'avance sur la Porsche, ce qui prive l’équipage et Toyota de la victoire.
Les 24 Heures du Mans lui échappent encore lors de l'édition 2017 où il termine huitième. Cependant, lors de l’édition 2018, il s'adjuge la classique mancelle en compagnie de Fernando Alonso et Sébastien Buemi.
En décembre 2021, Kazuki Nakajima, qui a également confirmé sa retraite du cockpit, devient vice-président de Toyota Gazoo Racing Europe, l’organisation basée à Cologne qui construit et engage les voitures de la marque Toyota en WEC.

## Résultats en GP2 Series
| Saison | Écurie | Courses disputées | Pole positions | Victoires | Points inscrits | Classement |
| ------ | ------ | ----------------- | -------------- | --------- | --------------- | ---------- |
| 2007   | DAMS   | 21                | 1              | 0         | 44              | 5e         |

## Résultats et statistiques en championnat du monde de Formule 1

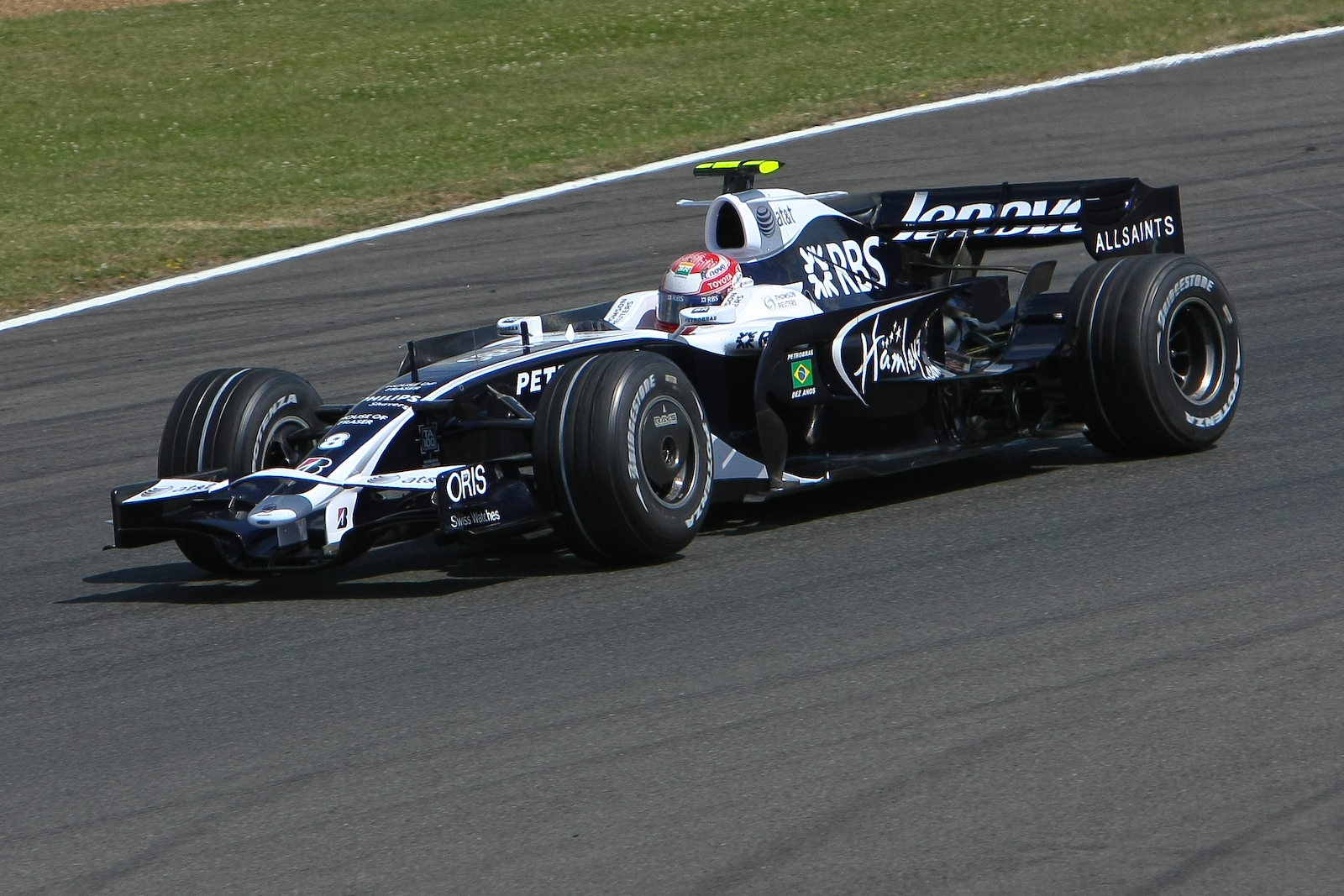
Kazuki Nakajima au Grand Prix de Grande-Bretagne 2008

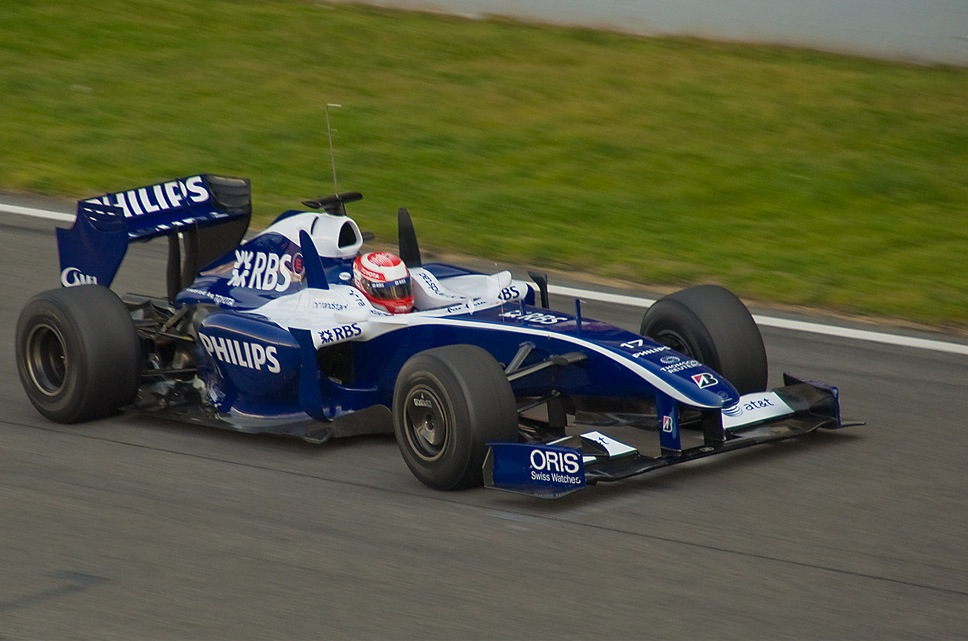
Kazuki Nakajima en tests à Barcelone en 2009

- Débuts en Formule 1 : Grand Prix du Brésil 2007, sur le circuit d'Interlagos, le 21 octobre 2007
- 36 Grands Prix
- 3 saisons
- Meilleur résultat en qualification : 5e au Grand Prix automobile de Grande-Bretagne 2009
- Meilleur résultat en course : 6e au Grand Prix automobile d'Australie 2008
- 8 abandons
- 9 points marqués
- 5 fois dans les points
- Meilleur classement au championnat du monde : 15e en 2008

| Saison | Écurie        | Châssis | Moteur    | Pneus       | GP disputés | Points inscrits | Dans les points | Abandons | Classement |
| ------ | ------------- | ------- | --------- | ----------- | ----------- | --------------- | --------------- | -------- | ---------- |
| 2007   | AT&T Williams | FW29    | Toyota V8 | Bridgestone | 1           | 0               | 0               | 0        | 22e        |
| 2008   | AT&T Williams | FW30    | Toyota V8 | Bridgestone | 18          | 9               | 5               | 2        | 15e        |
| 2009   | AT&T Williams | FW31    | Toyota V8 | Bridgestone | 17          | 0               | 0               | 6        | 20e        |

## Notes et références

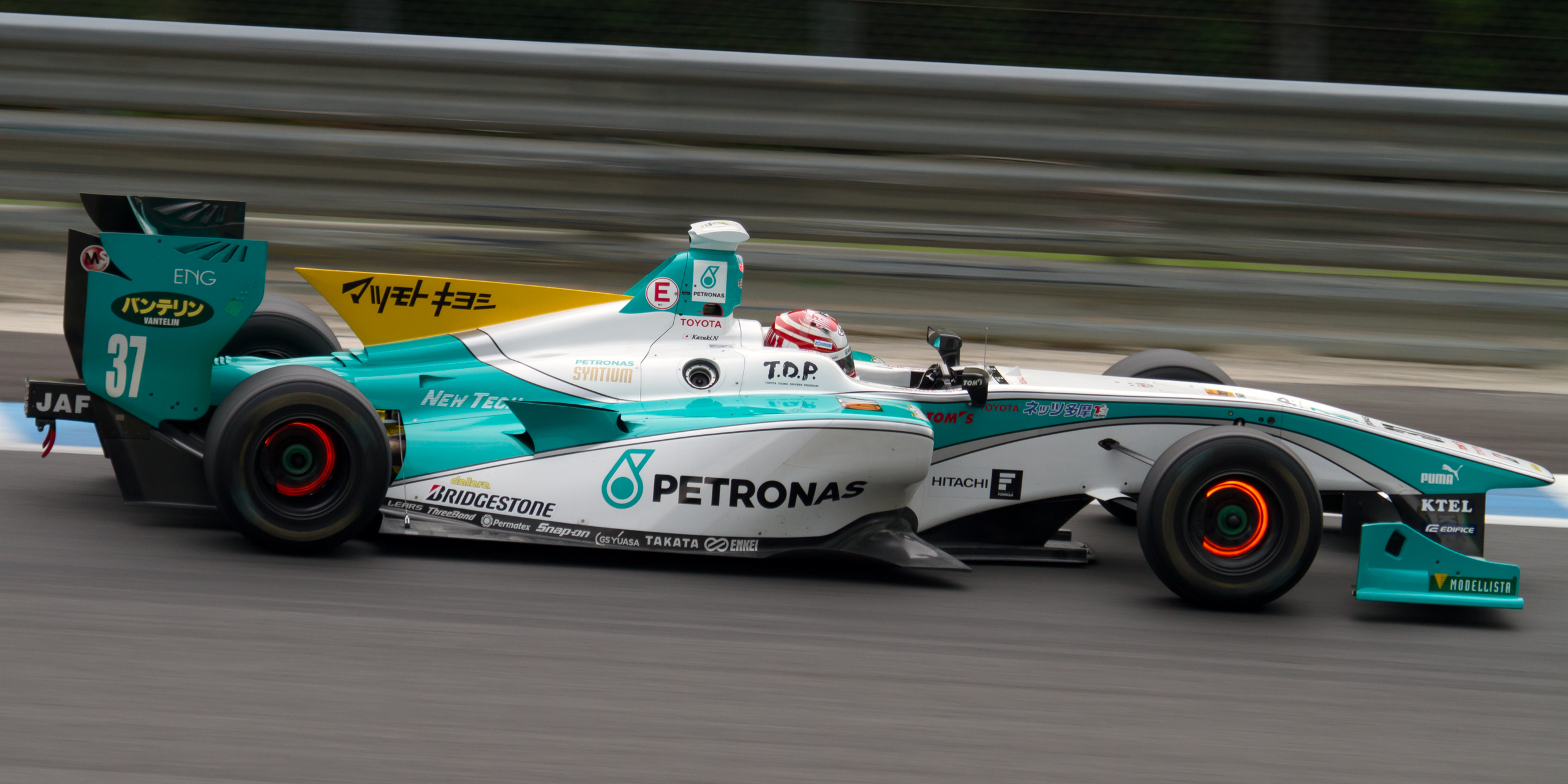
Kazuki Nakajima en 2014 en Super Formula à Motegi.

## Résultats aux 24 Heures du Mans
| Année | Équipe              | Voiture             | Équipiers                          | Résultat   |
| ----- | ------------------- | ------------------- | ---------------------------------- | ---------- |
| 2012  | Toyota Racing       | Toyota TS030 Hybrid | Alexander Wurz / Nicolas Lapierre  | Abandon    |
| 2013  | Toyota Racing       | Toyota TS030 Hybrid | Alexander Wurz / Nicolas Lapierre  | 4e         |
| 2014  | Toyota Racing       | Toyota TS040 Hybrid | Alexander Wurz / Stéphane Sarrazin | Abandon    |
| 2015  | Toyota Racing       | Toyota TS040 Hybrid | Anthony Davidson / Sébastien Buemi | 8e         |
| 2016  | Toyota Gazoo Racing | Toyota TS050 Hybrid | Anthony Davidson /Sébastien Buemi  | Non classé |
| 2017  | Toyota Gazoo Racing | Toyota TS050 Hybrid | Anthony Davidson / Sébastien Buemi | 8e         |
| 2018  | Toyota Gazoo Racing | Toyota TS050 Hybrid | Fernando Alonso / Sébastien Buemi  | Vainqueur  |
| 2019  | Toyota Gazoo Racing | Toyota TS050 Hybrid | Fernando Alonso / Sébastien Buemi  | Vainqueur  |
| 2020  | Toyota Gazoo Racing | Toyota TS050 Hybrid | Brendon Hartley / Sébastien Buemi  | Vainqueur  |
| 2021  | Toyota Gazoo Racing | Toyota GR010 Hybrid | Brendon Hartley / Sébastien Buemi  | 2e         |